# Maralal

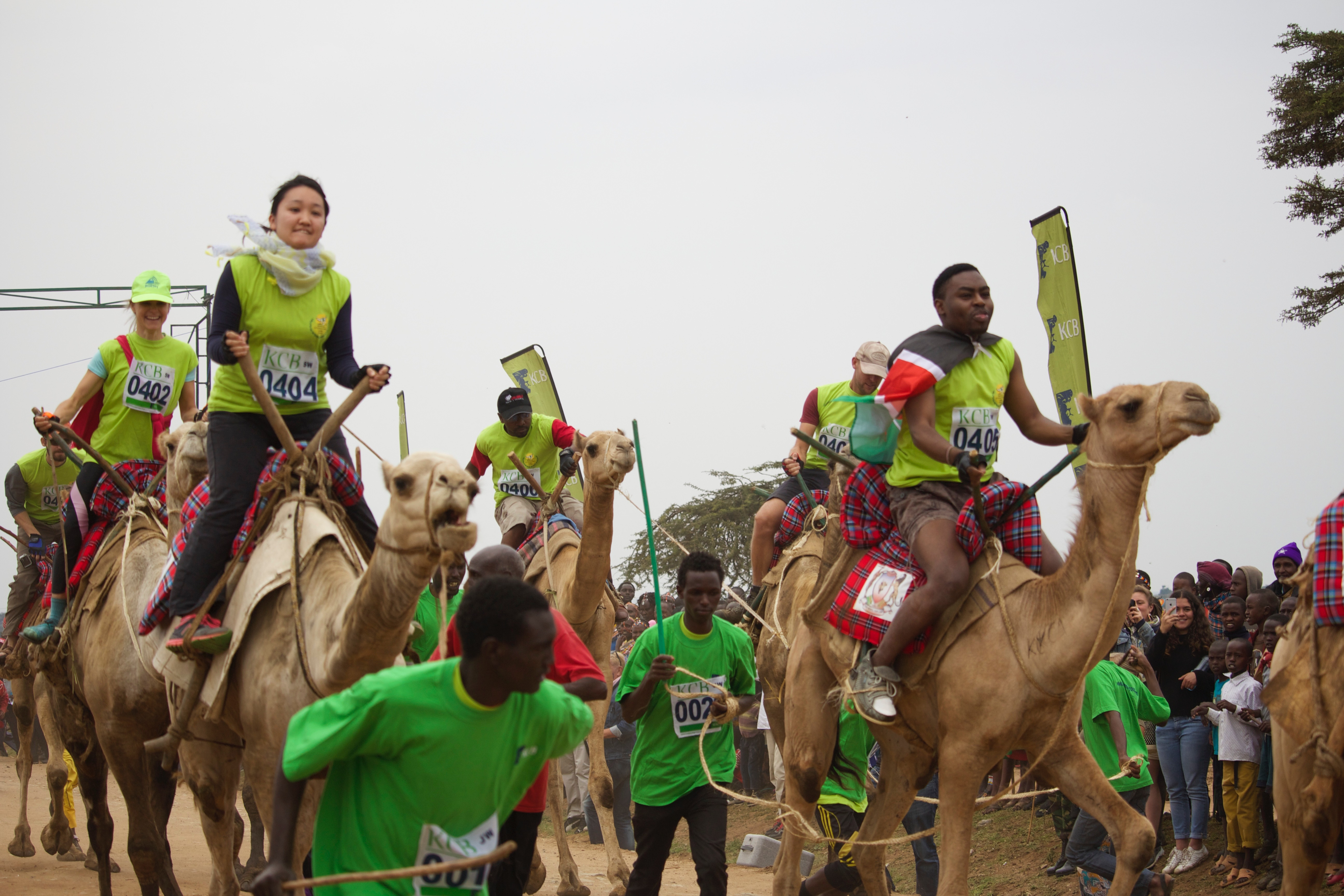
Maralal Camel Derby en 2016.

Maralal est une ville du Nord du Kenya, située à l'est du plateau de Loroghi, dans le district de Samburu. Elle compte 16 281 habitants d'après le recensement de 1999.
Maralal accueille de nombreuses activités touristiques, et sert notamment de base de départ pour des randonnées en brousse, à pied ou à dos de chameau, ainsi que du rafting. On y trouve la Kenyatta House, où Jomo Kenyatta était incarcéré avant sa libération.
La ville sert de base touristique pour des activités telles que la randonnée, le rafting ou les balades à dos de chameau.

## Religion
Maralal est le siège d'un évêché catholique créé le 15 juin 2001.